# Hans Maahn
Hans Maahn (geb. 18. Dezember 1953 in Berlin), Künstlername Hans Bäär, ist ein deutscher Musiker aus Wuppertal. Er ist Bassist, Autor & Produzent. Seine künstlerische Karriere hat einen gemeinsamen Ursprung mit seinem Bruder Wolf Maahn.

## Geschichte
Gemeinsam mit seinem Bruder Wolf gründete Hans Maahn 1974 die Food Band. Im Jahr darauf wurde er festes Band-Mitglied der Gruppe Hoelderlin, die bald nach seinem Beitritt zu den damals aktivsten Live-Bands Deutschlands zählte. Seine instrumentalen Fähigkeiten wurden schnell erkannt und Hans wurde sowohl im Studio als auch für Tourneen ein gefragter Musiker. So spielte er auf Ina Deters erstem Album, bei Arno Steffen und Fehlfarben sowie Marianne Rosenberg.
Als Hoelderlin sich 1981 trennten, gründete er die Band Kowalski, spielte u. a. mit Annette und Inga Humpe sowie bei Joachim Witt und seit 1982 mit Gianna Nannini. Nach der Auflösung von Kowalski 1987 wurde im Jahr darauf „Fred Banana“ mit ihrem vierten Album sein Projekt. Im gleichen Jahr nahm er im Studio und auf der Bühne mit seinem Bruder Wolf Maahn für „Third Language“ die Zusammenarbeit wieder auf. In Köln arbeitete er mit L.S.E., Tommy Engel und Gerd Köster, mit dem er ab 1995 auf der Bühne stand und auch an den Kölner Bühnen im off-Broadway-Musical Hedwig & the angry inch mitwirkte.
Es folgten u. a. die Alben Frisch (2004) und Jedrisse, Baby (2007). 2005 engagierte er sich für The Element Project, der Soundtrack von TRIP – Remix your Experience erschien 2006. Gemeinsam mit Michael Bruchmann belebte er 2005 Hoelderlin mit einer Show für den Rockpalast, trat 2006 beim „Herzberg-Festival“ auf und veröffentlichte 2007 das Album 8.
2007 führte er u. a. mit Gianna Nannini im Rahmen einer PR-Tour die Musik ihrer Oper PIA auf. 2008 folgten GiannaBest- Album & Tour, 2009 GiannaDream- Album & Tour. In 2009 spielte er auch bei der Live-Ur-Aufführung des Sgt. Pepper- Albums (Beatles) mit Band & Orchester in Hamburg und mit Gianna Nannini auf dem Amiche per l’abruzzo-Konzert in Mailand für die Opfer des Erdbebens in den Abruzzen. Seit 2010 tourt er u. a. mit Frank Fabry's „Chanson Skurril“, den Kings of Floyd und dem Kölner Sänger Tommy Engel. Mit der Formation Starbust spielte er u. a. Soundtracks ein.

## Diskografie (Auszüge)
| Band                | Titel                           | VÖ-Jahr; Label          |
| ------------------- | ------------------------------- | ----------------------- |
| Hoelderlin          | Clowns & Clouds                 | 1976; EMI/Capitol       |
| Ina Deter           | Wenn Du so bist wie Dein Lachen | 1976; CBS               |
| Hoelderlin          | Rarebird                        | 1977; EMI/Capitol       |
| Hoelderlin          | Traumstadt                      | 1977; EMI/Capitol       |
| Hoelderlin          | Newfaces                        | 1979; EMI/Capitol       |
| Hoelderlin          | Fata Morgana                    | 1980; EMI/Capitol       |
| Wolf Maahn          | Deserteure                      | 1982; Metronome         |
| Gianna Nannini      | Latin Lover                     | 1982; Poligram          |
| Kowalski            | Schlagende Wetter               | 1982; Virgin            |
| Kowalski            | Der Körper bin ich (Maxi)       | 1982; Virgin            |
| Kowalski            | Overman Underground             | 1983; Virgin            |
| Gianna Nannini      | Puzzle                          | 1983; Poligram          |
| Kowalski            | Der Arbeiter (Maxi)             | 1983; Virgin            |
| Fehlfarben          | 14 Tage (Maxi)                  | 1983; EMI               |
| Arno Steffen        | Kleine Hexen (Maxi)             | 1983; WEA               |
| Marianne Rosenberg  | Heute Nacht                     | 1984; EMI               |
| Fehlfarben          | Glut & Asche                    | 1984; EMI               |
| Joachim Witt        | Mit Rucksack und Harpune        | 1984; Polydor           |
| Gianna Nannini      | Profumo                         | 1985; Poligram          |
| Double              | Blue                            | 1985; WEA               |
| Joachim Witt        | Moonlight Nights                | 1985; Polydor           |
| Gianna Nannini      | Maschi e Altri                  | 1987; Poligram          |
| Kowalski            | Zigeunerbaron (Maxi)            | 1987; Rebel Records/SPV |
| Wolf Maahn          | Third Language                  | 1988; EMI               |
| Fred Banana         | Fred Banana!                    | 1988; Polydor           |
| Wolf Maahn          | Was?                            | 1989; EMI               |
| Gianna Nannini      | Scandalo                        | 1990; Poligram          |
| Wolf Maahn          | Maahnsinn                       | 1990; EMI               |
| Gianna Nannini      | Giannissima                     | 1991; Poligram          |
| Wolf Maahn          | Der Himmel ist hier             | 1992; EMI               |
| L.S.E.              | Für et Hätz...                  | 1992; EMI               |
| Gianna Nannini      | X Forza X Amore                 | 1993; Poligram          |
| Arno Steffen        | Wilde Jahre (Maxi)              | 1994; BMG               |
| Gianna Nannini      | Extravaganza                    | 1994; Poligram          |
| L.S.E.              | Ruhm kennt keine Gnade          | 1994; EMI               |
| Gianna Nannini      | Dispetto                        | 1995; Poligram          |
| L.S.E.              | AUA                             | 1996; EMI               |
| Gianna Nannini      | Bomboloni                       | 1997; Poligram          |
| Ingo Appelt         | Der Abräumer                    | 1997; TRC/Random House  |
| Tommy Engel         | 100% Engel                      | 1998; EMI               |
| Tommy Engel         | Engel-Live                      | 1999; Pavement          |
| Gerd Köster         | Gerd Köster                     | 1999; Chlodwig          |
| Gerd Köster         | Power Boulevard                 | 2000; Our World Rec.    |
| L.S.E.              | Best Of Live                    | 2000; Pavement          |
| Tom Liwa            | St. Amour                       | 2000; Moll Rec.         |
| Köster & Hocker     | Frisch                          | 2004; Pavement          |
| Hansonis            | Drink & Drive with Dylan Thomas | 2004; TRC/Random House  |
| L.S.E.              | Das Beste                       | 2004; EMI               |
| De Räuber           | Sulang                          | 2005; Pavement          |
| Köster & Hocker     | Silberhochzeit                  | 2005; UNIC              |
| Gianna Nannini      | Grazie                          | 2006; Universal         |
| The Element Project | TRIP - Remix Your Experience    | 2006; Ferryhouse/Warner |
| Hansonis            | Walk                            | 2006; Dayglow           |
| Fidibus             | Ab auf die Reise                | 2006; Random House/BMG  |
| Paveier             | Zom Aanpacke                    | 2007; Pavement          |
| Gianna Nannini      | Pia come la canto io            | 2007; Universal         |
| Fidibus             | Wenn's nach mir ging            | 2007; Random House      |
| Gianna Nannini      | Best                            | 2007; Universal         |
| Köster & Hocker     | Jedrisse, Baby                  | 2007; Pavement          |
| Hoelderlin          | 8                               | 2007; EMI/Capitol       |
| Fidibus             | Wenn's nach mir ging            | 2008; Random House      |
| Bernd Stelter       | Mittendrin                      | 2008; Pavement          |
| Tommy Engel         | Das Beste                       | 2009; EMI               |
| Gianna Nannini      | GiannaDream                     | 2009; Sony              |
| Gianna Nannini      | „Amiche Per L'Abruzzo“          | 2010; DVD Madraxa       |
| Tommy Engel         | Dummer Nit Esu                  | 2010; Unicload          |
| Arno Steffen        | Hop-Hop                         | 2012; GMO               |
| Stefan Krachten     | Goldman                         | 2013; Dayglo            |
| Starbust            | Männerhort OST                  | 2014; BLK               |
| Tommy Engel         | X Weihnachtsengel               | 2014; Unicload          |
| Starbust            | Kleine Ziege, sturer Bock OST   | 2015; BLK               |
| Tommy Engel         | Dat Kölsche Songbook            | 2016; Unicload          |
| Hans Bäär Maahn     | Inseln über dem Wind            | 2021; DK Records        |
| Hans Bäär Maahn     | Wird nie mehr so sein           | 2022; DK Records        |

| Tommy Engel || Fleeje || 2022; Unicload | -